# Бели извор
Бѐли изво̀р е село в Северозападна България, община Враца, област Враца.

## География
Бели извор се намира на около 11 km северозападно от областния център Враца. Разположено е край река Въртешница (река Лева), десен приток на Ботуня, в северното подножие на Врачанска планина. Климатът е умереноконтинентален, почвите в землището са преобладаващо алувиални и тъмносиви и светлосиви горски. Надморската височина в центъра на селото е около 215 m, на югозапад нараства до около 230 – 240 m, а на североизток намалява до около 200 m.
Бели извор е гара на железопътната линия № 7 Мездра – Видин.
Югозападно покрай селото минава в направление югоизток – северозапад първокласният републикански път I-1, който е част от Европейски път Е79 и от който се отклонява общински път през Бели извор и съседното му село Власатица към връзки нататък със селата на север и североизток.
В землището на Бели извор има два язовира – „Влашки дол“ и „Станьов дол“.
Населението на село Бели извор, наброявало 1317 души при преброяването към 1934 г. и нараснало до 1808 към 1965 г. (вероятно във връзка с изграждането и въвеждането в експлоатация през 1960 г. на циментовия завод „Вилхелм Пик“ в Бели извор), намалява до 926 към 1992 г. и 589 (по текущата демографска статистика за населението) към 2020 г.
При преброяването на населението към 1 февруари 2011 г., от обща численост 698 лица, за 358 лица е посочена принадлежност към „българска“ етническа група, няма данни за принадлежност към „турска“ етническа група и към „други“, за 70 е посочена принадлежност към ромска етническа група, трима не се самоопределят и за 266 не е даден отговор.

## История
Старото име на Бели Извор е Мало Бабино. Първите документирани сведения са от около 1600 г.
През 40-те години на миналия век селата Мало Бабино и Българска Бела се сливат и образуват Бели Извор.
Към 1967 г. започва изграждането на инфраструктурен проект за най-големия завод за цимент на Балканския полуостров.

## Население
Преброяване на населението през 2011 г.
Численост и дял на етническите групи според преброяването на населението през 2011 г.:
|                     | Численост | Дял (в %) |
| Общо                | 698       | 100,00    |
| Българи             | 358       | 51,28     |
| Турци               | 0         | 0,00      |
| Цигани              | 70        | 10,02     |
| Други               | 0         | 0,00      |
| Не се самоопределят | 3         | 0,42      |
| Неотговорили        | 266       | 38,10     |

## Религии
Православно християнство (в селото има църква и тя е разположена на хълм).

## Културни и природни забележителности
- Язовири – 2.
- Реки (3 – 4).
- Планина.
- манастир Св. Иван Пусти – извън селото.
- Стадион
- Клуб
- Парк
- Църква
- Ловна дружинка

## Редовни събития
Събор – Празнува се в деня по църковния календар „Свети Дух“, който в повечето случаи е през месец юни.
Бели нощи – празнува се 3 дни около голяма Богородица през август месец.